# Hoffmannseggia intricata
Hoffmannseggia intricata är en ärtväxtart som beskrevs av Townshend Stith Brandegee. Hoffmannseggia intricata ingår i släktet Hoffmannseggia och familjen ärtväxter. Inga underarter finns listade i Catalogue of Life.